# Brest (Lanišće)
Brest is een plaats in de gemeente Lanišće in de Kroatische provincie Istrië. De plaats telt 48 inwoners (2001).